# Kunzea eriocalyx
Kunzea eriocalyx är en myrtenväxtart som beskrevs av Ferdinand von Mueller. Kunzea eriocalyx ingår i släktet Kunzea och familjen myrtenväxter. Inga underarter finns listade i Catalogue of Life.